# Jean Bastien-Thiry
Pour les articles homonymes, voir Thiry et Bastien.
Jean (dit parfois Jean-Marie) Bastien-Thiry, né le 19 octobre 1927 à Lunéville, fusillé le 11 mars 1963 au fort d'Ivry, est un ingénieur en chef de deuxième classe du génie militaire français (équivalant au grade de lieutenant-colonel) de l'Armée de l'air. Il est connu pour avoir organisé et dirigé l'attentat du Petit-Clamart, le 22 août 1962, dans le but de supprimer le général de Gaulle, alors président de la République, coupable à ses yeux de mener une politique criminelle en Algérie.
Condamné par un tribunal d'exception, la Cour militaire de justice, Jean Bastien-Thiry est passé par les armes par un peloton de sous-officiers français au fort d'Ivry. Il est le dernier condamné à mort à avoir été fusillé en France.

## Biographie
Aîné des sept enfants d'une famille lorraine de tradition militaire depuis plus de trois cents ans — son père Pierre Bastien-Thiry, (1898-1979) est lieutenant-colonel d'artillerie et son grand-père a servi comme capitaine de cavalerie — Jean Bastien-Thiry étudie à Nancy puis au lycée privé Sainte-Geneviève avant d'être reçu en 1947 à l'École polytechnique,. Après sa formation à Supaéro, il intègre le corps des ingénieurs militaires de l'Air et se spécialise dans les engins air-air ; il est promu ingénieur militaire en chef de l'Air en 1957.

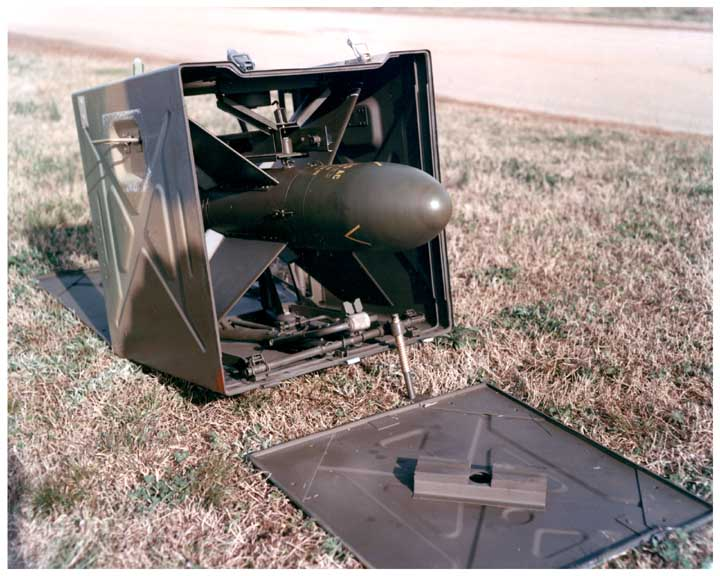
Missile antichar Nord SS.10 au centre d'essai de Redstone, Alabama, le 29 mars 1961.

Il conçoit le missile sol-sol Nord-Aviation SS.10 (puis SS.11) utilisé par l'armée française de 1955 à 1962 et également en service dans les armées américaine (désigné MGM-21A) et israélienne (durant la crise de Suez en 1956). Selon Jean-Pax Méfret, le jeune Bastien-Thiry (âgé de dix-sept ans à la Libération) avait applaudi l'« homme du 18 Juin » défilant à Metz. Son père, fervent gaulliste, l'a renié, ne lui pardonnant pas d'avoir porté atteinte à la vie du général de Gaulle. Au dernier moment cependant, ce vieil officier aurait écrit au président de la République pour implorer la grâce de son fils mais cette lettre arriva trop tard à destination. Postée le samedi, elle parvint au courrier présidentiel le lundi 11 mars 1963, quelques heures après l'exécution.
La cadette de ses filles, Agnès de Marnhac, explique le geste de son père par la psychogénéalogie : Bastien-Thiry aurait fait le sacrifice de sa vie pour racheter la faute de son ancêtre Claude Ambroise Régnier, duc de Massa et ministre de la Justice de Napoléon Ier, ayant condamné à mort un innocent lors de l'affaire du duc d'Enghien.

### Opposition à de Gaulle
Initialement gaulliste, Jean Bastien-Thiry s'oppose au général de Gaulle à partir de septembre 1959, à la suite du discours de celui-ci sur l'autodétermination de l'Algérie,.
Après avoir organisé l'attentat de Pont-sur-Seine du 8 septembre 1961 contre le général de Gaulle,, et avoir eu recours à de multiples tentatives, toutes déjouées par les services de sécurité, il organise celui du Petit-Clamart le 22 août 1962,. Il estimait trouver dans les propos de saint Thomas d'Aquin — sur la légitimité que peut avoir dans certains cas le tyrannicide — les éléments susceptibles de concilier son projet meurtrier et sa foi catholique.

### Arrestation et procès
Arrêté le 17 septembre 1962 à son retour d’une mission scientifique en Grande-Bretagne, il est inculpé devant la Cour militaire de justice présidée par le général Roger Gardet. L'existence de cette Cour militaire de justice est déclarée illégale par le grand arrêt du Conseil d'État du 19 octobre 1962, au motif qu'elle porte atteinte aux principes généraux du droit, notamment par l’absence de tout recours contre ses décisions,.
Le gouvernement fait voter la loi du 20 février 1963 qui prolongea l'existence de cette Cour pour juger les affaires en cours, dont le cas de l'accusé principal du complot.
Son procès se déroule du 28 janvier au 4 mars 1963 au fort de Vincennes. Ses avocats sont maîtres Dupuy, Le Corroller, Isorni et Tixier-Vignancour. Parmi les témoins cités par la défense, un autre polytechnicien, Jean-Charles Gille-Maisani, ingénieur spécialisé en aéronautique comme lui et d'une promotion voisine. Comme système de défense, Bastien-Thiry veut faire le procès du général de Gaulle :

« […] remettant en question à la fois les fondements de la Ve République — qualifiée d'« État de fait » —, l'ensemble de la politique algérienne du général — qualifiée de « génocide » de la population européenne — et le pouvoir « tyrannique » du chef de l'État. C'était la légitimité tout entière de l'homme qu'il n'avait pu tuer physiquement que Bastien-Thiry prétendait anéantir moralement, allant même jusqu'à s'assimiler, lui, au colonel Claus von Stauffenberg qui, le 20 juillet 1944, avait tenté de supprimer Hitler… »

Cependant, ce mode de défense se révèle relativement incohérent car l'accusé prétend devant le tribunal n'avoir pas voulu tuer de Gaulle, mais le faire prisonnier pour qu'il soit jugé, tandis que tous les autres prévenus reconnaissent que la finalité de l'opération était bien la mort du chef de l'État : 

« Jean-Marie Bastien-Thiry, tout en alléguant que le tyrannicide était justifié par saint Thomas d'Aquin et qu'un confesseur l'en avait par avance absous, soutenait que le mitraillage en règle d'un véhicule criblé de 14 projectiles et qui avait servi de cible à 180 balles tirées sur lui par onze tueurs le 22 août 1962 entre 20 h 9 et 20 h 10 au Petit-Clamart, n'avait pour objectif que de s'assurer de la personne du chef de l'État… »

### Condamnation et exécution
Il est condamné à mort en tant que commanditaire de cette tentative d'assassinat, tout comme les tireurs du commando. Il est déchu de son titre de chevalier de la Légion d'honneur et emprisonné à la prison de Fresnes au quartier des condamnés à mort.
Les deux tireurs obtiennent la grâce du président de la République, mais le général De Gaulle refuse celle de l'ingénieur en chef de deuxième classe (équivalant au grade de lieutenant-colonel) Bastien-Thiry, décision qu'il explique par quatre raisons : Bastien-Thiry a fait tirer sur une voiture dans laquelle il savait qu'il y avait une femme,, mise en danger de mort d'innocents, dont trois enfants,, qui se trouvaient dans la voiture circulant sur l'autre voie et placée sur la trajectoire des coups de feu. Il a payé des étrangers à l'affaire pour enlever le chef de l'État, et, contrairement aux autres membres du commando, il n'a pas pris de risques directs : « Le moins que l'on puisse dire est qu'il n'était pas au centre de l'action, », dit-il.
Le lendemain de la condamnation, le banquier Henri Lafond, ancien résistant et conseiller économique du général de Gaulle, qui venait de lui rendre visite à l'Élysée, est assassiné devant son domicile à Neuilly-sur-Seine de trois coups de pistolet 11,43 par Jean de Brem, qui lui crie avant de tirer : « de la part de Bastien-Thiry ! » Lafond, ancien soutien financier de l'OAS, aurait refusé de témoigner en faveur des accusés de l'attentat.
Suivant les règles des condamnations à mort par la Cour militaire, Jean Bastien-Thiry est fusillé devant un peloton d'exécution au fort d'Ivry le 11 mars 1963 à 6 h 39, une semaine après que le verdict a été rendu. Il est avec Bougrenet de la Tocnaye et Prévost le dernier condamné à mort par une cour militaire. Ceux-ci ayant été graciés, Bastien-Thiry est le dernier condamné à être fusillé en France,,. Son corps fut d'abord inhumé au cimetière parisien de Thiais. Il fut ensuite transféré au cimetière de Bourg-la-Reine le Samedi saint (13 avril 1963) suivant son exécution.
Une considération médicale aurait néanmoins pu obtenir cette grâce : Bastien-Thiry aurait « séjourné plusieurs mois dans une maison de santé pour « dérangement intellectuel », « nervosité excessive », « manque d'équilibre dû à une grande fatigue ». Le général de Gaulle demanda confirmation auprès de maître Dupuy, l'un des avocats de Bastien-Thiry, mais par décision du condamné[réf. nécessaire], la demande de recours en grâce n'en fit pas état,. D'ailleurs, l'expertise psychiatrique menée peu après son arrestation n'avait pas décelé de troubles mentaux et avait conclu : « Il n'existe pas de tendances dépressives, même liées à sa situation actuelle. […] Il n'est absolument pas un passionné, au sens psychiatrique du terme, ni un exalté. »
Dans une vidéo Journal de bord sur son site personnel en date du samedi 14 juillet 2018, Jean-Marie Le Pen déclare qu'une tentative d'évasion avait été prévue pour Jean Bastien-Thiry sous la direction du commissaire Jean Dides : « tout était prêt, l'hélicoptère loué, les plans mis en place sous la direction d'ailleurs du commissaire Dides, député du Nord de Paris. (...) On y a renoncé parce que, la veille dans l'après-midi, Bastien-Thiry a fait savoir qu'ayant une grave angine, il ne pourrait pas participer à son évasion. À mon avis, il avait déjà accompli une grande partie de son voyage vers la mort, et vers, peut-être, le statut de martyr de l'Algérie française. ».
Comme tous les condamnés pour infractions commises en relation avec les événements d'Algérie, il est amnistié post mortem en 1968, et réintégré dans ses distinctions, grades et prérogatives en 1974 et 1982.

## Vie privée
Il perd sa mère très jeune ; « Il y avait en mon père une fragilité qui venait de la mort de sa mère, dont l'existence avait été gommée », témoignera sa fille Agnès plus tard.
De son mariage avec Geneviève Lamirand (1927-1986), fille de Georges Lamirand, secrétaire d'État à la jeunesse dans le gouvernement de Vichy de septembre 1940 à mars 1943, dont la famille a opté pour la France libre, il a eu trois filles : Hélène (née en 1955), Odile (née en 1957) et Agnès (1960-2007). Geneviève épousera Robert Lagane en secondes noces.
Une messe de requiem est célébrée à Notre-Dame en mars 1963 à la mémoire de Bastien-Thiry. Son épouse, deux de ses filles, son beau-père y assistent, aux côtés de personnalités comme le général Maxime Weygand, Jean-Marie Le Pen, Maurice Allais, Achille Dauphin-Meunier, René Malliavin, Jean Dides, l'amiral Auphan, le général Boyer de La Tour, les colonels Roger Trinquier et  Jean-Robert Thomazo, Jean-Louis Tixier-Vignancour, etc.
Sa fille Agnès, devenue psycho-généalogiste, décide de « retrouver » son père, mort lorsqu'elle n'avait que trois ans, en lui consacrant une biographie, Mon père, le dernier des fusillés, paru en 2005 ; dans cet ouvrage, elle fait ce constat : « Ironique, refusant les circonstances atténuantes, mon père a tout fait pour être condamné à mort ».